# Dirka po Španiji 1973
Dirka po Španiji 1973 (špansko Vuelta a España 1973) je 28. izvedba dirke po Španiji, tritedenske moške cestne kolesarske etapne dirke. Začela se je 26. aprila v Calpu in končala 13. maja v San Sebastiánu. Sodelovalo je 80 kolesarjev iz 8-ih ekip. Rumeno majico je prvič osvojil Eddy Merckx (Molteni), drugo mesto Luis Ocaña (Bic), tretje pa Bernard Thévenet (Peugeot–BP–Michelin). Modro, sivo in rdečo majico je osvojil Eddy Merckx, zeleno majico pa José Luis Abilleira (La Casera–Peña Bahamontes).

## Ekipe
- Bic
- Coelima
- Kas–Kaskol
- La Casera–Peña Bahamontes
- Molteni
- Monteverde
- Peugeot–BP–Michelin
- Rokado–De Gribaldy

## Etape
| Etapa | Datum     | Štart/Cilj                                  | Razdalja  | Tip       | Tip                  | Zmagovalec                    |           |
| ----- | --------- | ------------------------------------------- | --------- | --------- | -------------------- | ----------------------------- | --------- |
| P     | 26. april | Calp – Calp                                 | 5 km      |           | posamični kronometer | Eddy Merckx (BEL)             |           |
| 1     | 27. april | Calp – Murcia                               | 187 km    |           |                      | Pieter Nassen (BEL)           |           |
| 2     | 28. april | Murcia – Albacete                           | 156 km    |           |                      | Gerben Karstens (NED)         |           |
| 3     | 29. april | Albacete – Alcázar de San Juan              | 146 km    |           |                      | Pieter Nassen (BEL)           |           |
| 4     | 30. april | Alcázar de San Juan – Cuenca                | 169 km    |           |                      | Jos Deschoenmaecker (BEL)     |           |
| 5     | 1. maj    | Cuenca – Teruel                             | 191 km    |           |                      | Gerben Karstens (NED)         |           |
| 6a    | 2. maj    | Teruel – La Pobla de Farnals                | 150 km    |           |                      | Roger Swerts (BEL)            |           |
| 6b    | 2. maj    | La Pobla de Farnals                         | 5 km      |           | ekipni kronometer    | Molteni                       |           |
| 7     | 3. maj    | La Pobla de Farnals – Castellón de la Plana | 165 km    |           |                      | Gerben Karstens (NED)         |           |
| 8     | 4. maj    | Castellón de la Plana – Calafell            | 245 km    |           |                      | Eddy Merckx (BEL)             |           |
| 9a    | 5. maj    | Calafell – Barcelona                        | 80 km     |           |                      | Juan Manuel Santisteban (ESP) |           |
| 9b    | 5. maj    | Barcelona – Barcelona                       | 37,9 km   |           | posamični kronometer | Jacques Esclassan (FRA)       |           |
| 10    | 6. maj    | Barcelona – Empuriabrava                    | 171 km    |           |                      | Eddy Merckx (BEL)             |           |
| 11    | 7. maj    | Empuriabrava – Manresa                      | 225 km    |           |                      | Bernard Thévenet (FRA)        |           |
| 12    | 8. maj    | Manresa – Zaragoza                          | 259 km    |           |                      | Gerben Karstens (NED)         |           |
| 13    | 9. maj    | Mallén – Irache                             | 175 km    |           |                      | Domingo Perurena (ESP)        |           |
| 14    | 10. maj   | Irache – Bilbao                             | 182 km    |           |                      | Juan Zurano (ESP)             |           |
| 15a   | 11. maj   | Bilbao – Torrelavega                        | 154 km    |           |                      | Eddy Peelman (BEL)            |           |
| 15b   | 11. maj   | Torrelavega – Torrelavega                   | 17,4 km   |           | posamični kronometer | Eddy Merckx (BEL)             |           |
| 16    | 12. maj   | Torrelavega – Miranda de Ebro               | 203 km    |           |                      | Eddy Merckx (BEL)             |           |
| 17a   | 13. maj   | Miranda de Ebro – Tolosa, Gipuzkoa          | 127 km    |           |                      | Eddy Peelman (BEL)            |           |
| 17b   | 13. maj   | Hernani – San Sebastián                     | 10,5 km   |           | posamični kronometer | Eddy Merckx (BEL)             |           |
|       | Skupaj    | Skupaj                                      | 3016,8 km | 3016,8 km | 3016,8 km            | 3016,8 km                     | 3016,8 km |

## Razvrstitev po klasifikacijah
| Etapa  | Zmagovalec              | Rumena majica ·  | Modra majica ·  | Zelena majica ·     | Rdeča majica ·                           | Ekipno                    |
| ------ | ----------------------- | ---------------- | --------------- | ------------------- | ---------------------------------------- | ------------------------- |
| P      | Eddy Merckx             | Eddy Merckx      | brez            | brez                | brez                                     | brez                      |
| 1      | Pieter Nassen           | Eddy Merckx      | Pieter Nassen   | Domingo Perurena    | brez                                     | Rokado–De Gribaldy        |
| 2      | Gerben Karstens         | Gerben Karstens  | Gerben Karstens | Domingo Perurena    | Javier Elorriaga in Jean-Jacques Fussien | Rokado–De Gribaldy        |
| 3      | Pieter Nassen           | Gerben Karstens  | Pieter Nassen   | José Luis Abilleira | Jean-Jacques Fussien                     | Rokado–De Gribaldy        |
| 4      | Jos Deschoenmaecker     | José Pesarrodona | Pieter Nassen   | José Luis Abilleira | Jean-Jacques Fussien                     | Kas–Kaskol                |
| 5      | Gerben Karstens         | José Pesarrodona | Gerben Karstens | José Luis Abilleira | Jean-Jacques Fussien                     | Kas–Kaskol                |
| 6a     | Roger Swerts            | José Pesarrodona | Gerben Karstens | José Luis Abilleira | José Luis Galdamez                       | Molteni                   |
| 6b     | Molteni                 | José Pesarrodona | Gerben Karstens | José Luis Abilleira | José Luis Galdamez                       | Molteni                   |
| 7      | Gerben Karstens         | José Pesarrodona | Gerben Karstens | José Luis Abilleira | Eddy Merckx                              | Molteni                   |
| 8      | Eddy Merckx             | José Pesarrodona | Gerben Karstens | José Luis Abilleira | Eddy Merckx                              | Molteni                   |
| 9a     | Juan Manuel Santisteban | José Pesarrodona | Gerben Karstens | José Luis Abilleira | Eddy Merckx                              | Molteni                   |
| 9b     | Jacques Esclassan       | José Pesarrodona | Gerben Karstens | José Luis Abilleira | Eddy Merckx                              | Molteni                   |
| 10     | Eddy Merckx             | José Pesarrodona | Gerben Karstens | José Luis Abilleira | Eddy Merckx                              | Molteni                   |
| 11     | Bernard Thévenet        | Eddy Merckx      | Gerben Karstens | José Luis Abilleira | Eddy Merckx                              | La Casera–Peña Bahamontes |
| 12     | Gerben Karstens         | Eddy Merckx      | Gerben Karstens | José Luis Abilleira | Eddy Merckx                              | La Casera–Peña Bahamontes |
| 13     | Domingo Perurena        | Eddy Merckx      | Gerben Karstens | José Luis Abilleira | Eddy Merckx                              | La Casera–Peña Bahamontes |
| 14     | Juan Zurano             | Eddy Merckx      | Gerben Karstens | José Luis Abilleira | Eddy Merckx                              | La Casera–Peña Bahamontes |
| 15a    | Eddy Peelman            | Eddy Merckx      | Eddy Merckx     | José Luis Abilleira | Eddy Merckx                              | La Casera–Peña Bahamontes |
| 15b    | Eddy Merckx             | Eddy Merckx      | Eddy Merckx     | José Luis Abilleira | Eddy Merckx                              | La Casera–Peña Bahamontes |
| 16     | Eddy Merckx             | Eddy Merckx      | Eddy Merckx     | José Luis Abilleira | Eddy Merckx                              | La Casera–Peña Bahamontes |
| 17a    | Eddy Peelman            | Eddy Merckx      | Eddy Merckx     | José Luis Abilleira | Eddy Merckx                              | La Casera–Peña Bahamontes |
| 17b    | Eddy Merckx             | Eddy Merckx      | Eddy Merckx     | José Luis Abilleira | Eddy Merckx                              | La Casera–Peña Bahamontes |
| Skupaj | Skupaj                  | Eddy Merckx      | Eddy Merckx     | José Luis Abilleira | Eddy Merckx                              | La Casera–Peña Bahamontes |

## Končna razvrstitev
| Legenda | Legenda                                    | Legenda | Legenda                          |
| ------- | ------------------------------------------ | ------- | -------------------------------- |
|         | Predstavlja vodilnega v skupnem seštevku   |         | Predstavlja vodilnega po točkah  |
|         | Predstavlja vodilnega v gorski razvrstitvi |         | Predstavlja vodilnega v šprintih |
|         | Predstavlja vodilnega v kombinaciji        |         |                                  |

### Rumena majica
| Poz. | Kolesar                 | Ekipa                     | Čas         |
| ---- | ----------------------- | ------------------------- | ----------- |
| 1    | Eddy Merckx (BEL)       | Molteni                   | 84h 40' 50" |
| 2    | Luis Ocaña (ESP)        | Bic                       | + 3' 46"    |
| 3    | Bernard Thévenet (FRA)  | Peugeot–BP–Michelin       | + 4' 16"    |
| 4    | José Pesarrodona (ESP)  | Kas–Kaskol                | + 5' 54"    |
| 5    | Pedro Torres (ESP)      | La Casera–Peña Bahamontes | + 7' 29"    |
| 6    | Joaquim Agostinho (POR) | Bic                       | + 8' 15"    |
| 7    | Agustín Tamames (ESP)   | La Casera–Peña Bahamontes | + 9' 15"    |
| 8    | Luis Balagué (ESP)      | La Casera–Peña Bahamontes | + 12' 26"   |
| 9    | Roger Swerts (BEL)      | Molteni                   | + 13' 27"   |
| 10   | Jesús Manzaneque (ESP)  | La Casera–Peña Bahamontes | + 15' 01"   |

### Modra majica
| Poz. | Kolesar             | Ekipa              | Točke |
| ---- | ------------------- | ------------------ | ----- |
| 1    | Eddy Merckx (BEL)   | Molteni            | 215.5 |
| 2    | Roger Swerts (BEL)  | Molteni            | 162.5 |
| 3    | Pieter Nassen (BEL) | Rokado–De Gribaldy | 154.5 |

### Zelena majica
| Poz. | Kolesar                   | Ekipa                     | Čas |
| ---- | ------------------------- | ------------------------- | --- |
| 1    | José Luis Abilleira (ESP) | La Casera–Peña Bahamontes | 97  |
| 2    | Eddy Merckx (BEL)         | Molteni                   | 83  |
| 3    | Luis Balagué (ESP)        | La Casera–Peña Bahamontes | 60  |
| 4    | Pedro Torres (ESP)        | La Casera–Peña Bahamontes | 50  |

### Siva majica
| Poz. | Kolesar                   | Ekipa                     | Čas |
| ---- | ------------------------- | ------------------------- | --- |
| 1    | Eddy Merckx (BEL)         | Molteni                   | 18  |
| 2    | José Luis Abilleira (ESP) | La Casera–Peña Bahamontes | 11  |
| 3    | José Luis Galdamez (ESP)  | Coelima                   | 6   |

### Ekipna razvrstitev
| Poz. | Ekipa                     | Čas          |
| ---- | ------------------------- | ------------ |
| 1    | La Casera–Peña Bahamontes | 254h 01' 59" |
| 2    | Bic                       | + 4' 44"     |
| 3    | Molteni                   | + 6' 24"     |
| 4    | Kas–Kaskol                | + 11' 28"    |
| 5    | Monteverde                | + 29' 01"    |
| 6    | Coelima                   | + 32' 03"    |
| 7    | Peugeot–BP–Michelin       | + 32' 51"    |
| 8    | Rokado–De Gribaldy        | + 51' 22"    |

### Rdeča majica
| Poz. | Kolesar                   | Ekipa                     | Točke |
| ---- | ------------------------- | ------------------------- | ----- |
| 1    | Eddy Merckx (BEL)         | Molteni                   | 26    |
| 2    | Javier Elorriaga (ESP)    | Kas–Kaskol                | 24    |
| 3    | José Luis Galdamez (ESP)  | Coelima                   | 15    |
| 4    | Fernando Mendes (POR)     | Coelima                   | 10    |
| 5    | Eddy Peelman (BEL)        | Rokado–De Gribaldy        | 9     |
| 6    | José Luis Abilleira (ESP) | La Casera–Peña Bahamontes | 6     |
| 7    | Domingo Perurena (ESP)    | Kas–Kaskol                | 6     |
| 8    | Jan Van de Wiele (BEL)    | Rokado–De Gribaldy        | 6     |
| 9    | Joseph Bruyère (BEL)      | Molteni                   | 5     |
| 10   | Roger Swerts (BEL)        | Molteni                   | 5     |